# 佩特拉什夫卡 (圖利欽區)
48°48′8″N 28°40′16″E / 48.80222°N 28.67111°E
佩特拉什夫卡（烏克蘭語：Петрашівка），是烏克蘭的村落，位於該國西南部文尼察州，由圖利欽區負責管轄，始建於1580年，面積1.7平方公里，海拔高度279米，2001年人口553，人口密度每平方公里325.29人。